# نوتر-دام-دو-لیل-پرو، کبک
نوتر-دام-دو-لیل-پرو (به فرانسوی: Notre-Dame-de-l'Île-Perrot) شهرکی در منطقه شهری وودروی-سولانژ ناحیه مونترژی در استان کبک کانادا است. در سرشماری سال ۲۰۱۱ این شهرک ۹٬۷۸۳ نفر جمعیت داشته‌است و مساحت آن ۲۸٫۱۴ کیلومتر مربع است.